# Регалии японских императоров
Регалии японских императоров (яп. 三種の神器 Сансю-но дзинги, «Три священных сокровища») — бронзовое зеркало Ята-но кагами (八咫鏡), яшмовые подвески Ясакани-но магатама (八尺瓊勾玉) и меч Кусанаги-но цуруги (草薙剣). Мифические артефакты, наличие которых якобы подтверждает божественную избранность императорской власти и небесное происхождение японской нации. Символизируют соответственно мудрость, процветание и мужество. По синтоистскому преданию, регалии были переданы богиней Аматэрасу её внуку Ниниги-но Микото, а им, в свою очередь, своему внуку Дзимму, первому императору Японии. Широкой публике неизвестно, существуют ли регалии: показ их императору жрецами — часть процедуры восхождения на трон; известно, что в июле 1945 года император Сёва приказал хранителю печати Коити Кидо любой ценой сохранить регалии. Предполагается, что меч хранится в святилище Ацута в Нагое, зеркало в храме Исэ, а ожерелье — в императорском дворце в Токио, то есть, в одних из наиболее священных мест синтоизма.

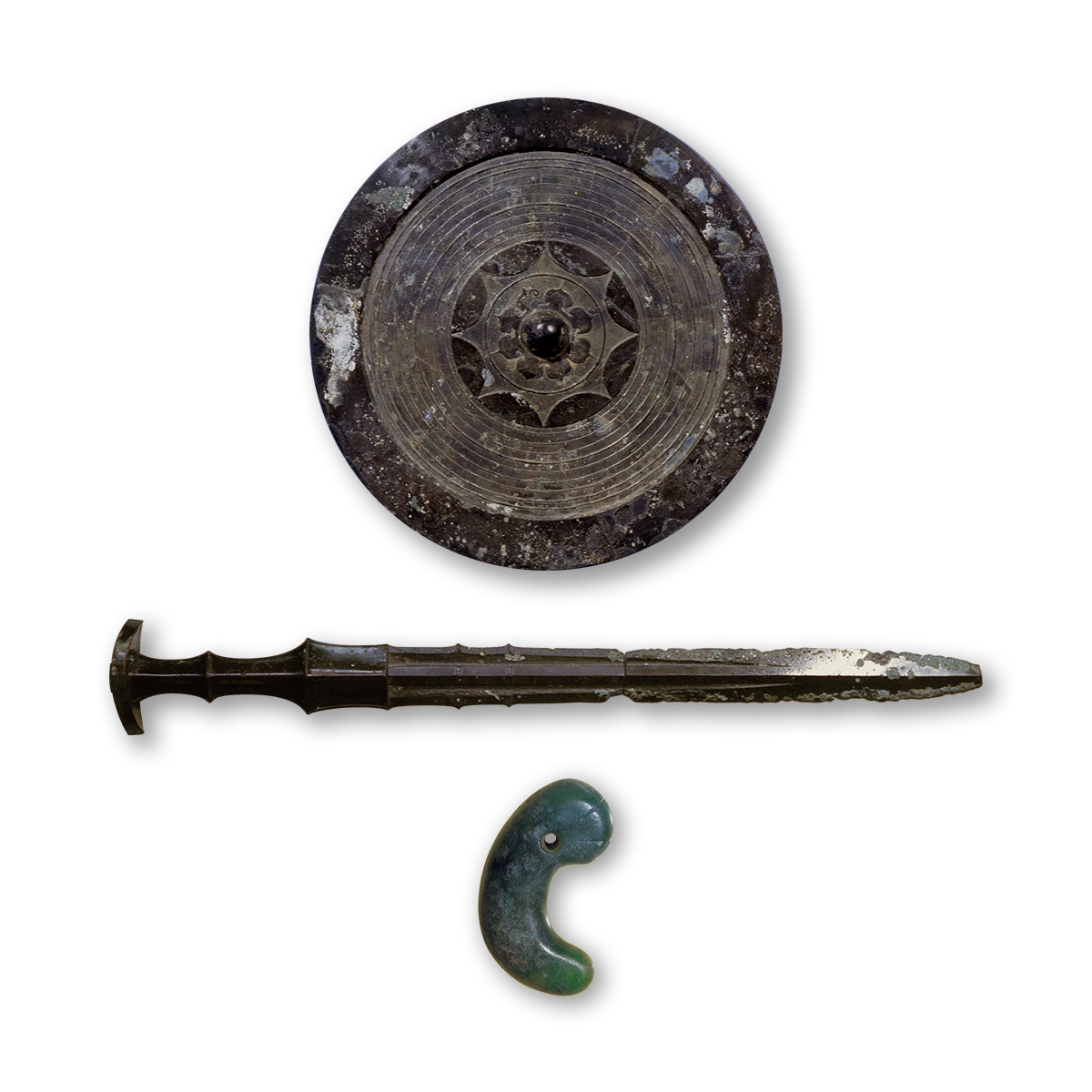
Художественное представление регалий японских императоров

Возможно, частично или полностью были утеряны в знаменитой морской битве в заливе Данноура между кланами Тайра и Минамото в 1185 г. и затем заменены на копии. Общепринятое на нынешний момент представление заключается в том, что зеркало Ята-но кагами было захвачено солдатами Минамото в целости, тогда как яшмовое ожерелье Ясакани-но магатама и меч Кусанаги-но цуруги были выброшены Тайра-но-Токико, бабкой малолетнего императора Антоку, в море, чтобы они не достались победителям. Ожерелье вскоре было обнаружено ныряльщиками, но меч так и не нашли, и, по-видимому, заменили копией. В средневековой японской литературе существует множество конфликтующих между собой теорий о дальнейшей судьбе меча — согласно различным версиям, он был либо безвозвратно утерян и в нынешнее время его заменяет копия, либо был впоследствии найден водолазами подобно священной яшме, либо мистическим образом вернулся на землю самостоятельно.